# 威斯巴登城市宫

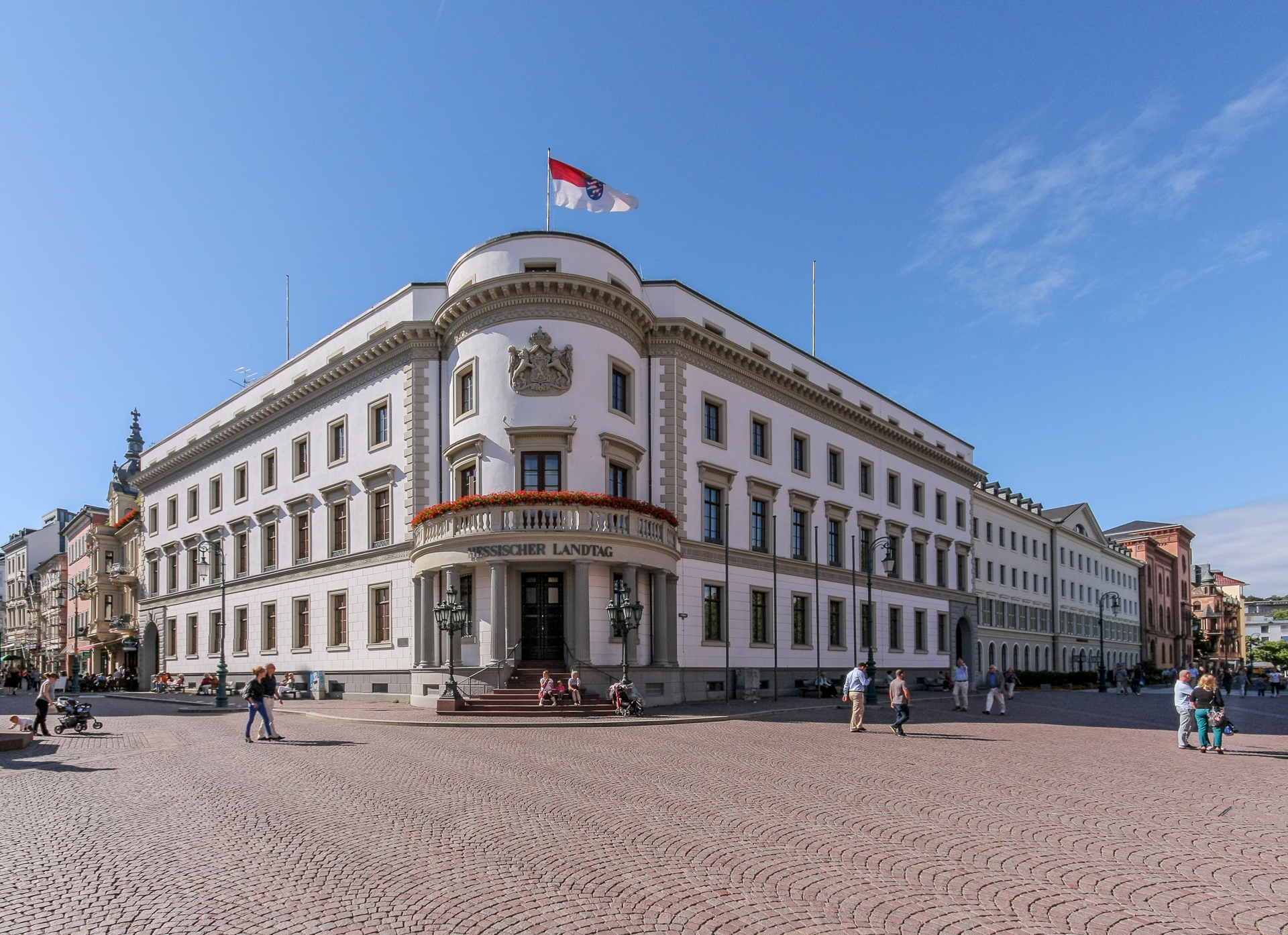

威斯巴登城市宫（德语：Stadtschloss Wiesbaden），德国黑森州威斯巴登市的一座新古典主义建筑，建于1841年。
1946年起，威斯巴登城市宫成为黑森州议会的办公地。